# Canadian Open 1974 (Badminton)
Die Canada Open 1974 im Badminton fanden vom 26. bis zum 28. April 1974 in Toronto statt.

## Finalergebnisse
| Disziplin    | Sieger                            | Finalist                      | Ergebnis           |
| ------------ | --------------------------------- | ----------------------------- | ------------------ |
| Herreneinzel | Jamie Paulson                     | Roy Díaz González             | 5-15, 15-11, 15-11 |
| Dameneinzel  | Jane Youngberg                    | Pam Brady                     | 11-2, 5-11, 11-0   |
| Herrendoppel | Shoichi Toganoo Nobutaka Ikeda    | Masao Tsuchida Yoshitaka Iino | 18-14, 15-6        |
| Damendoppel  | Jane Youngberg Barbara Welch      | Judi Rollick Mimi Nilsson     | 9-15, 15-9, 15-6   |
| Mixed        | Raphi Kanchanaraphi Barbara Welch | Rolf Paterson Mimi Nilsson    | 15-5, 15-10        |